# Incident du T-39 de 1964
Guerre froide
L'incident du T-39 de 1964 réfère à la destruction le 28 janvier 1964 d'un avion T-39 Sabreliner non armé de la United States Air Force lors d'une mission de formation au-dessus d'Erfurt, en Allemagne de l'Est, par un chasseur à réaction MiG-19 de la Force aérienne soviétique,,. Les occupants de l'avion sont le lieutenant-colonel Gerald K. Hannaford, le capitaine Donald Grant Millard et le capitaine John F. Lorraine. Tous les trois sont morts, devenant des victimes directes de la guerre froide en Europe.

## Contexte
La guerre froide s'étant développée entre le bloc soviétique et les États-Unis, le Canada et les pays d'Europe occidentale, les tensions étaient fortes entre les États-Unis et l'Union soviétique dans les régions bordant le rideau de fer, notamment en Allemagne de l'Ouest et en Allemagne de l'Est, caractérisées par des attitudes hostiles, l'espionnage et de nombreux incidents entraînant des pertes en vie humaine et en équipement. L'un des plus célèbres d'entre eux est l'incident de U-2 de 1960 lorsque les Soviétiques abattent un avion espion Lockheed U-2 piloté par Francis Gary Powers au dessus de l'Union soviétique en mai 1960.

## Incident
Le 28 janvier 1964, un avion d'entraînement à réaction bimoteur North American T-39A Sabreliner non armé, 62-4448,, de la 7101st Air Base Wing quitte Wiesbaden en Allemagne de l'Ouest à 14 h 10 pour un vol d'entraînement de trois heures. À bord se trouvent trois hommes, le capitaine John F. Lorraine, instructeur, et ses élèves, le lieutenant-colonel Gerald K. Hannaford et le capitaine Donald G. Millard ; ces derniers, ayant de l'expérience sur d'autres modèles, se forment pour se qualifier sur le T-39.
Le vol se déroule sans incident jusqu'à ce que, 47 minutes après le décollage, le radar de deux stations de défense aérienne américaines détectent que l'avion se dirige vers l'Allemagne de l'Est à la vitesse de 800 km/h. Dans l'espoir de faire dévier le T-39 de sa route, chaque station interpelle l'avion sur les fréquences de l'Air Force et une bande de détresse internationale sous contrôle soviétique. Ces appels répétés restent sans réponse, et de fait il apparaîtra que les systèmes radio du T-39 ont mal fonctionné et que l'équipage n'a pas pu répondre.
Le T-39 franchit la frontière de l'Allemagne de l'Est et en cinq minutes, deux spots radar apparaissent près du jet américain. Pendant 11 minutes, les radars indiquent que les trois avions se déplacent vers l'est, puis deux spots virent soudainement vers l'ouest et le troisième spot disparaît. Le personnel américain surveillant le vol du T-39 n'a pas pu déterminer ce qui s'était passé, bien qu'il ait été plus tard rapporté que des résidents de Vogelsberg, à 80 km de la frontière, avait entendu des tirs de mitrailleuses et de canons et avait été témoin de l'écrasement d'un avion, l'incident ayant lieu à 15 h 14.
Le 28 janvier, à 17 heures, la mission de liaison militaire des États-Unis (USMLM), à Berlin, reçoit un avertissement de se tenir prêt pour une éventuelle recherche et sauvetage d'aviateurs américains. À 18 heures, une équipe de recherche quitte Berlin pour la région d'Erfurt. À 19 h 15, le chef de l'USMLM rencontre son homologue soviétique pour demander de l'aide afin de retrouver l'avion et secourir les survivants, conformément à l'accord Huebner-Malinin.
À 20 heures, une deuxième équipe de recherche quitte Berlin alors qu'à peu près à la même heure la première équipe arrive sur le site du crash, à 20 kilomètres au nord d'Erfurt. La première équipe reçoit un témoignage d'un civil est-allemand disant qu'un avion américain s'était écrasé et avait brûlé, et que l'équipage était mort. Tout au long de la nuit, les équipes américaines tentent de s'approcher de l'avion mais sont repoussées à plusieurs reprises par les forces armées soviétiques sur place. Les Soviétiques nient que des avions se soient écrasés et deux équipes de recherche américaines sont brièvement détenues avant d'être libérées à 14 heures le 29 janvier.

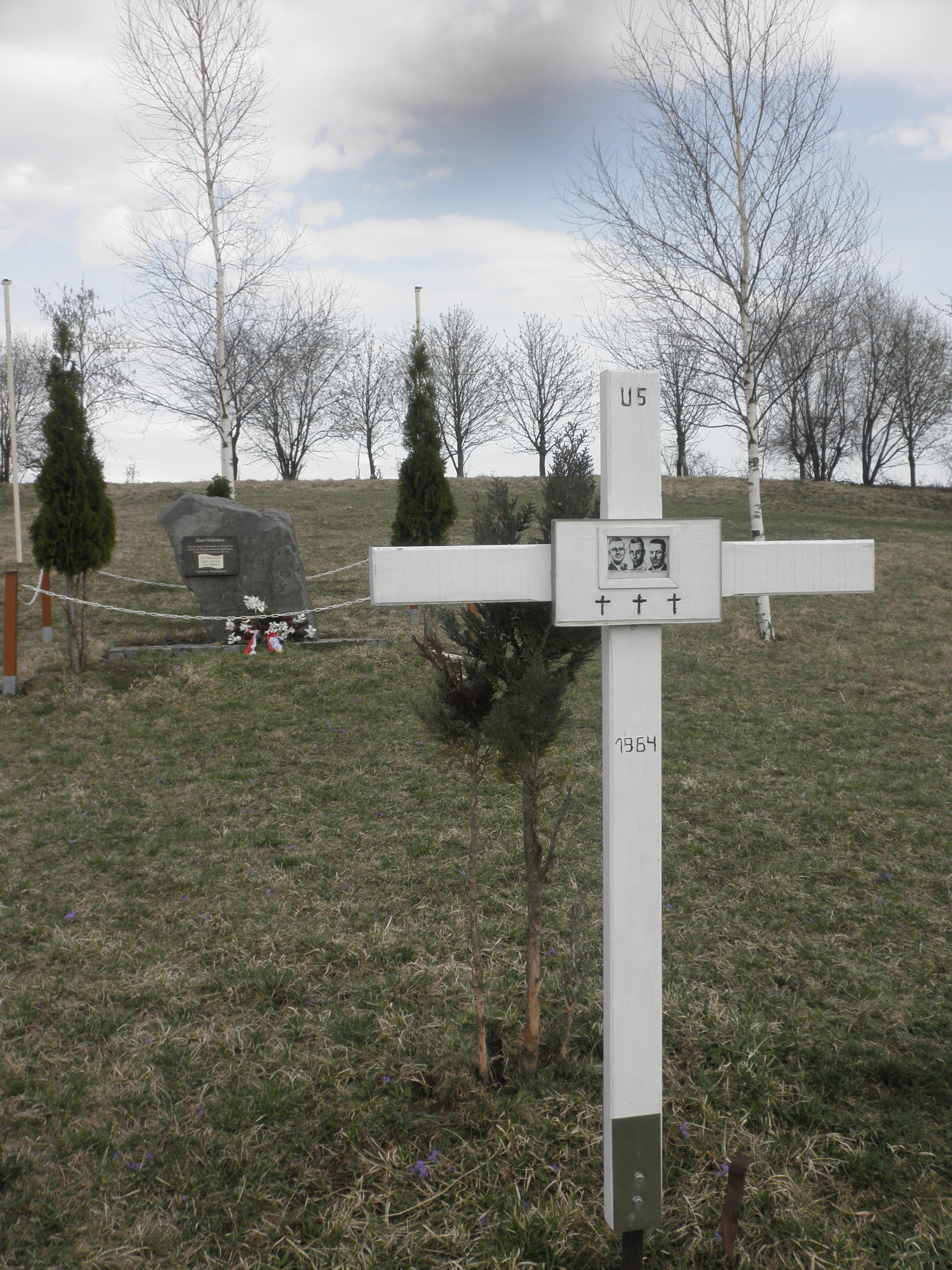
Mémorial aux trois membres de l'équipage, près de Vogelsberg (Thuringe).

## Conséquences
Le 29 janvier, le Département d'État américain accuse l'Union soviétique d'avoir abattu un avion non armé et causé la mort inutile de trois officiers. Le secrétaire d'État Dean Rusk qualifie cette action d'« acte choquant et insensé ». Par l'intermédiaire de l'agence de presse soviétique Tass Moscou affirme que l'avion avait pénétré sur le territoire est-allemand et n'avait pas réagi aux signaux, puis à un coup de semonce. Les Soviétiques déclarent qu'ils étaient obligés de prendre la mesure qui a fait tomber l'avion américain.
Le 30 janvier, les Soviétiques acceptent de permettre au personnel américain d'accéder au site du crash. Cela se produit le lendemain et plus tard, les corps des trois militaires sont restitués aux États-Unis via la Andrews Air Force Base dans le Maryland. Le général Curtis E. LeMay participe à une cérémonie en leur honneur. L'épave de l'avion a également été retrouvée et emmenée à Berlin le 1er février 1964.

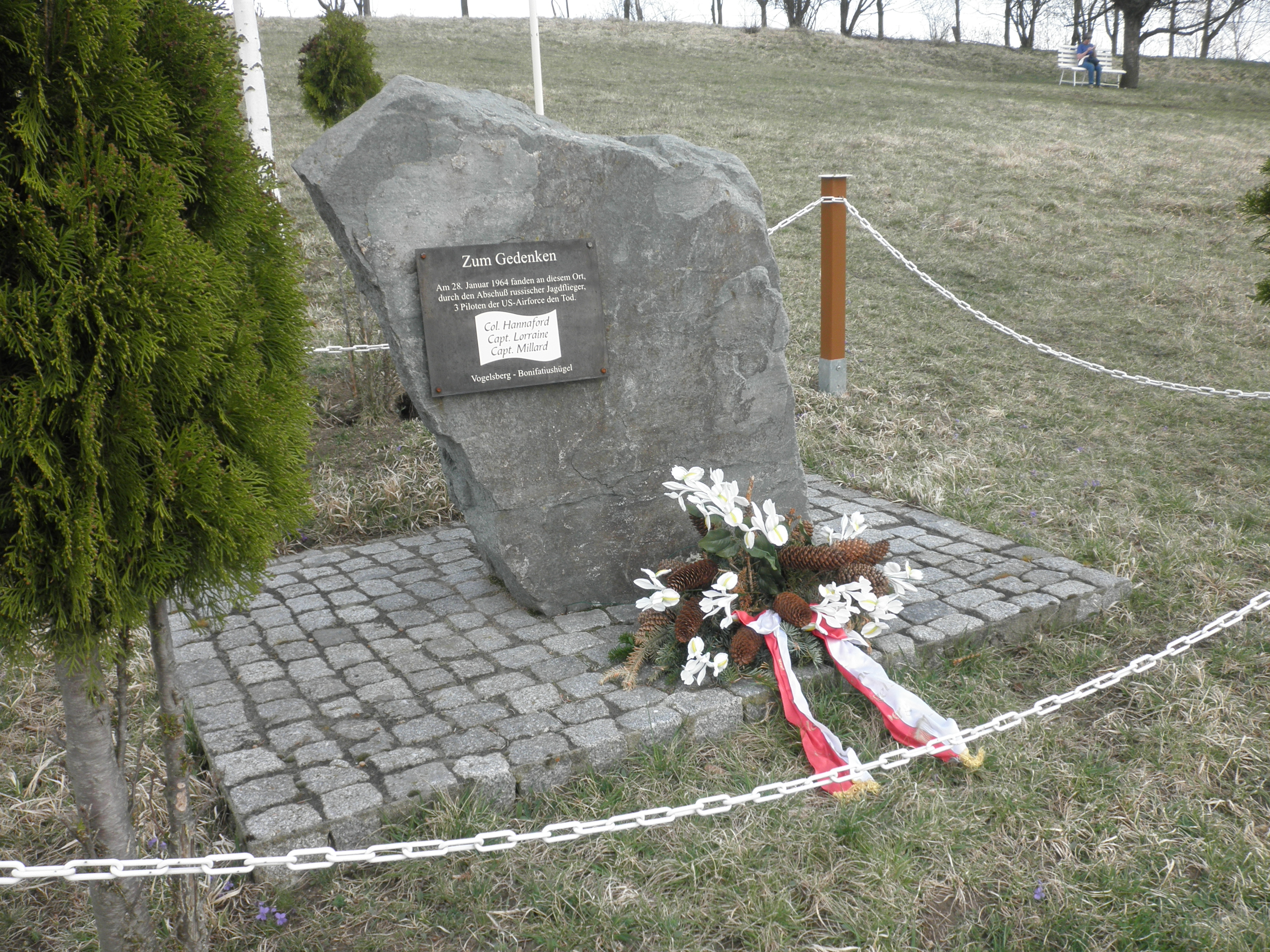
Mémorial sur le site de l'accident près de Vogelsberg.

## Mémorial
Des habitants de la ville voisine de Vogelsberg en Thuringe érigent un mémorial aux trois pilotes abattus une fois le rideau de fer levé, en 1998,.

### Articles
- (en) Arthur J. Olsen, U.S. Jet Lost in East Germany; It May Have Been Shot Down, The New York Times, 28 janvier 1964.
- (en) Jack Raymond, U.S. Says Soviet Shot Down Jet, The New York Times, 29 janvier 1964.